# Бонянко
Боня̀нко (на италиански: Bognanco, на местен диалект: Bugnanch, Бюнянк, на пиемонтски: Bognanch, Бонянк) е село и община в Северна Италия, провинция Вербано-Кузио-Осола, регион Пиемонт. Разположено е на 980 m надморска височина. Населението на общината е 245 души (към 2010 г.).